# Casa de avenida Francia 1442
La casa de avenida Francia 1442 es un inmueble patrimonial ubicado en la Población Los Castaños, en la comuna de Independencia, ciudad de Santiago, Chile. Es la casa más representativa del conjunto habitacional obra de Luciano Kulczewski en 1930, y fue declarada monumento nacional de Chile, en la categoría de monumento histórico, mediante el Decreto Exento n.º 555, del 3 de octubre de 1996.

## Historia
La casa forma parte de la Población Los Castaños, un conjunto de 84 viviendas construidas por el arquitecto Luciano Kulczewski, por encargo de la Caja de Asistencia, Prevención y Bienestar de la Policía.

## Descripción
La casa, de dos plantas, presenta un antejardín, además de portones, puertas y ventanas en forma de arco. Los muros presentan un color blanco y su techumbre es de teja de arcilla.